# Stilobezzia isthmostheca
Stilobezzia isthmostheca är en tvåvingeart som beskrevs av Gupta och Wirth 1968. Stilobezzia isthmostheca ingår i släktet Stilobezzia och familjen svidknott.
Artens utbredningsområde är Thailand. Inga underarter finns listade i Catalogue of Life.